# (1638) Ruanda
(1638) Ruanda ist ein Asteroid des Hauptgürtels, der am 3. Mai 1935 vom südafrikanischen Astronomen Cyril V. Jackson in Johannesburg entdeckt wurde.
Der Asteroid ist nach dem ostafrikanischen Land Ruanda benannt.